# Barbara Grabowska
Barbara Grabowska (Zabrze, 1954. november 28. – Częstochowa, 1994. augusztus 12.) lengyel színész. A 31. Berlini Nemzetközi Filmfesztiválon a Goraczka című filmben nyújtott szerepéért elnyerte az Ezüst Medve díj a legjobb színésznőnek elismerést.